# Dărmănești (Bacău)
Dărmănești is een stad (oraș) in het Roemeense district Bacău. De stad telt 14.220 inwoners (2002).
Steden met gemeentestatus: Bacău · Moinești · Onești

Steden zonder gemeentestatus: Buhuși · Comănești · Dărmănești · Slănic-Moldova · Târgu Ocna